# 第十五航空隊
第十五航空隊（だい15こうくうたい）は、日本海軍の部隊の一つ。2代存在するが、初代・二代とも陸上攻撃機・戦闘機を主力とする戦爆連合部隊として、支那事変（日中戦争）中盤に華中・華南・仏印方面で内陸偵察・爆撃に従事した。

## 初代

### 沿革
支那事変（日中戦争）序盤の航空戦は日本の圧倒的な勝利で推移したが、広大な大陸を制圧する陸上戦力は十分なものではなく、中国軍は漢口を拠点として日本軍と対峙していた。漢口を陥落させることによって華中の平定を完了させ、中国政府を屈服させることに期待した大本営は、昭和13年度に漢口攻略を完遂するために戦力の全力投入を図った。華中に進出した海軍航空隊は艦上機からなる第十二航空隊・第十三航空隊があり、十三空を陸上攻撃機隊に転換して爆撃能力を向上させた。一方で戦闘支援に向いた小回りの利く艦上爆撃機を欠くことになったため、これを補うべく編成したのが初代十五空である。
- 昭和13年（1938年）

6月25日 - 大村飛行場で臨時編制。第二連合航空隊に編入（陸上攻撃機6・戦闘機12・艦上爆撃機12）。
7月10日 - 安慶に進出、以後、一連の漢口攻略作戦の枝作戦に従事。
7月18日 - 南昌攻略作戦を防空支援。空中戦で9機撃墜・2機喪失。飛行隊長南郷茂章大尉が戦死する。また、小川正一中尉、小野了二空曹、浜之上勝男三空曹、徳永有二空曹の4機が青雲譜飛行場に強行着陸し残存飛行機5機を焼き討ち。
8月3日 - 艦戦6機、12空21機、13空2機と共同で漢口爆撃に向かう十三空陸攻を護衛。3機未帰還。また、艦爆4機（井上文刀大尉指揮）、黄石港北方と武林港対岸にて50トン砲艦計2隻撃沈を報告。
8月12日 - 第1空襲部隊電令作第148号により、艦戦6機（うち1機中途帰還）、艦爆12機（うち1機中途帰還、井上文刀大尉/亀義行大尉指揮）、艦攻6機（北島中尉指揮）、12空艦戦12・艦攻12機と共同で武昌駅ほか周辺を攻撃。また九江上空で防空哨戒中の林一空曹率いる艦戦3機、SB重爆5機と遭遇し全機撃墜を報告。
8月13日 - 第1空襲部隊電令作第151号により、艦爆6機（井上文刀大尉指揮）・同6機（亀義行大尉指揮）、南昌老営房飛行場・青雲譜飛行場を爆撃。格納庫、兵舎、機銃陣地、駅構内貨車破壊を報告。
8月15日 - 板谷茂大尉率いる艦戦3機、12空18機と孝感・漢口両飛行場偵察。12空は上空警戒、15空が偵察を実行。孝感では囮機ばかりで実用機を確認できず、漢口では複葉機5機を確認、3機を銃撃。また野口一空曹指揮の艦爆3機、広済西方道路にてトラック数十台と中口径高角機銃4門を確認、銃撃を受け被弾。
8月16日 - 第1空襲部隊電令作第155号により、漢口攻略作戦の事前爆撃に参加。艦戦3機は12空12機（中島正大尉指揮）と合流するも会敵せず。艦爆6機（井上文刀大尉指揮）は前日銃撃を受けた広済西方道路にて野砲2門、トラック2台破壊、香口鎮南方の黄栗樹垞家にて嘴向観測所ほか集落を爆撃。
8月18日 - 漢口攻略作戦の事前爆撃に参加。艦爆6機（井上文刀大尉指揮）、鄂城下流にて50トン汽船に有効弾。またI-16 15機と空戦、7機撃墜（不確実3）、1機被撃墜。
8月22日 - 漢口攻略作戦の本作戦発動。以後、前線の防空・戦闘・哨戒・爆撃に従事。
10月24日 - 艦爆6機（井上文刀大尉指揮）、艦攻3機（渡辺初彦大尉指揮）、艦爆6機（亀義行大尉指揮）が相次いで中山艦に攻撃を加え、これを撃沈。
11月15日 - 漢口陥落。
12月1日 - 解隊。
所期の目的である漢口攻略に成功したため、作戦のために編成した十五空は使命を終えた。解散後は一部が中国戦線の補充に充てられ、主力は大村に帰還した。

### 主力機種
- 九六式陸上攻撃機
- 九六式艦上戦闘機
- 九六式艦上爆撃機

### 歴代司令
- 蒲瀬和足 大佐：1938年6月25日[4] - 1938年12月1日解隊

## 二代

### 沿革
日中戦争中盤に華南の攻略と援蒋ルート切断を続行するため、第十四航空隊と高雄海軍航空隊が進出して活動していた。昭和15年度は消耗した高雄空を再建させるために原隊復帰が必要となった。戦力ダウンを補うべく、高雄空に準ずる規模の陸攻隊を臨時編成して華南に投入することとなり、二代目の十五空が編成された。当初は戦闘機を欠き、防空と護衛を十四空に委ねていたが、夏の重慶爆撃作戦時から戦闘機隊の編入を受けて戦爆連合隊に変貌した。
- 昭和14年（1939年）

11月15日　内地航空基地で臨時編制。第三連合航空隊に編入（陸上攻撃機27・偵察機6）。
12月19日　九塘に孤立した第五師団の救援攻撃に従事。今村均師団長より感状。
　　　　　　　　　以後、華南方面で爆撃・哨戒・交通遮断に従事。
- 昭和15年（1940年）

5月頃　　重慶爆撃のため全陸攻隊に漢口集結を下令。十五空陸攻隊も連日重慶爆撃に従事。
　　　　　　　　　9月頃より零式艦上戦闘機の十三空・十四空投入にともない、両隊の九六式艦上戦闘機を編入。
10月5日　ハノイに進出。
10月18日　援蒋ルート上のメコン川効果橋破壊爆撃に着手。
10月26日　ロイウェン航空機工場を爆撃。
10月28日　援蒋ルート上のサルウィン川恵通橋破壊爆撃。
　　　　　　　　　以後も仮復旧した効果橋・恵道橋の再切断や車列爆撃・道路破壊に従事。
11月15日　内地帰還命令、解隊。
1年間の実戦経験を積んだ搭乗員を中心として、新たに元山海軍航空隊と美幌海軍航空隊を編成することとなったため、木更津飛行場へ帰還した。元山空要員は機体がそのまま譲渡されたために戦爆連合隊として発足し、美幌空要員は新たに陸攻があてがわれ、陸攻隊となった。両隊はまもなく第二連合航空隊に編入され、昭和17年4月にラバウルへ元山空陸攻隊が進出するまで仏印・マレー方面で同一行動を取った。美幌空は七〇一空に改称後、昭和18年2月に解散したが、要員と機体は七五五空に改称した元山空に編入され、かつての二代目十五空の状態に戻った。

### 主力機種
- 九六式陸上攻撃機
- 九六式艦上戦闘機

### 歴代司令
- 山本親雄 大佐：昭和14年11月15日 - 昭和15年11月15日解隊